# Liste der Abgeordneten zum Krainer Landtag (VII. Gesetzgebungsperiode)
Diese Liste der Abgeordneten zum Krainer Landtag (VII. Gesetzgebungsperiode) listet alle Abgeordneten zum Krainer Landtag des Kronlandes Krain in der VI. Gesetzgebungsperiode auf. Die Gesetzgebungsperiode umfasste die Jahre 1883 bis 1888.

## Wahlen und Sessionen
Der Krainer Landtag der VI. Gesetzgebungsperiode war mit dem Kaiserlichen Patent vom 11. Mai 1883 aufgelöst worden. Die Wahlen für den neuen Landtag fanden am 9. Juni 1883 (Kurie der Landgemeinden), 12. Juni 1883 (Kurie der Industrie- und Handelskammer bzw. der Städte und Märkte) sowie am 15. Juni 1883 (Kurie der Großgrundbesitzer) statt. Die erste Einberufung des Landtags erfolgte am 25. Juni 1883. Mit einem weiteren Kaiserlichen Patent wurde der Landtag am 19. Juni 1889 aufgelöst.
Die Landtagsperiode bestand aus sieben Seesionen:
- I. Session: 26. Juni 1883 bis 20. Oktober 1883 (15 Sitzungen)
- II. Session: 9. September 1884 bis 18. Oktober 1884 (14 Sitzungen)
- III. Session: 25. November 1885 bis 23. Jänner 1886 (20 Sitzungen)
- IV. Session: 9. Dezember 1886 bis 24. Jänner 1887 (16 Sitzungen)
- V. Session: 24. November 1887 bis 23. Jänner 1888 (17 Sitzungen)
- VI. Session: 20. Juni 1888 bis 21. Juni 1888 (2 Sitzungen)
- VII. Session: 19. September 1888 bis 22. Oktober 1888 (18 Sitzungen)

## Landeshauptmann und Landeshauptmann-Stellvertreter
Während der Gesetzgebungsperiode wirkte Gustav Thurn-Valsassina als Landeshauptmann der Krain. Er war bereits seit seiner Ernennung am 23. Juni 1863 im Amt, verstarb jedoch während der Gesetzgebungsperiode am 23. Juni 1888. Ihm folgte Josip Poklukar nach, der am 25. August 1888 ernannt worden war. Als Landeshauptmann-Stellvertreter diente Peter Grasselli, der seit 1883 im Amt war.

## Landtagsabgeordnete
Der Landtag umfasste 37 Abgeordnete. Dem Landtag gehörten dabei 10 Vertreter des Großgrundbesitzes, 2 Vertreter der Handels- und Gewerbekammer Laibach, 8 Vertreter der Städte und 16 Vertreter der Landgemeinden. Hinzu kam die Virilstimme des Bischofs von Laibach.
Die Tabelle enthält im Einzelnen folgende Informationen:
| Name:        | Name des Abgeordneten |
| Fraktion:    | Fraktion, der der Abgeordnete angehörte. Verfassungstreu, deutschfortschrittlich (deutsche Partei) bzw. national (slowenischnationale Partei). |
| Wahlklasse:  | Die dem Klassenwahlrecht entsprechende Wahlklasse bzw. Kurie: I. Wahlklasse = Virilstimme (Bischof von Laibach); II: Adelige des Großen Grundbesitzes; III: Handels- und Gewerbekammer; IV: Zensuswahlklasse unterteilt nach Städten/Orten bzw. Landgemeinden; |
| Region:      | Die im Wahlbezirk enthaltenen Städte bzw. Gerichtsbezirke (Landgemeindewahlbezirke) |
| Anmerkungen: | Veränderungen während der Periode durch Tod, Mandatsverzicht oder spätere Angelobung |

| Name                    | Fraktion               | Wahlklasse                 | Region                                                                 | Anmerkung                                                                                              |
| ----------------------- | ---------------------- | -------------------------- | ---------------------------------------------------------------------- | --- |
| Apfaltrern Otto von     | verfassungstreu        | Großgrundbesitz            |                                                                        | |
| Auersperg Erwin         | verfassungstreu        | Großgrundbesitz            |                                                                        | ab 27. August 1885                                                                                     |
| Blagay Ludwig           | verfassungstreu        | Großgrundbesitz            |                                                                        | Mandatsverzicht am 8. September 1883                                                                   |
| Bleiweis Karel          | national               | Landgemeinden              | Laibach, Oberlaibach                                                   | |
| Braune Josef            | deutschfortschrittlich | Städte und Märkte          | Gottschee, Reifnitz                                                    | Mandatsverzicht am 2. Dezember 1883                                                                    |
| Deschmann Karl          | verfassungstreu        | Großgrundbesitz            |                                                                        | am 11. März 1889 verstorben                                                                            |
| Detela Oton             | national               | Städte und Märkte          | Krainburg, Bischofslack                                                | |
| Dev Edvard              | national               | Landgemeinden              | Tschernembl, Möttling                                                  | |
| Dolenc Henrik           | national               | Städte und Märkte          | Adelsberg, Oberlaibach, Laas                                           | Mandatsverzicht am 16. Dezember 1886                                                                   |
| Faber Ernst             | deutschfortschrittlich | Städte und Märkte          | Gottschee, Reifnitz                                                    | ab 26. August 1884 als Nachfolger von Josef Braune. Starb am 14. Oktober 1887                          |
| Grasselli Peter         | national               | Städte und Märkte          | Laibach                                                                | |
| Gutmannsthal Ludwig     | verfassungstreu        | Großgrundbesitz            |                                                                        | |
| Hren Jakob              | national               | Landgemeinden              | Gottschee, Reifnitz, Großlaschitz                                      | |
| Kersnik Janko           | national               | Landgemeinden              | Egg                                                                    | |
| Klun Karel              | national               | Landgemeinden              | Krainburg, Neumarktl, Bischoflack                                      | |
| Kavčič Hinko            | national               | Landgemeinden              | Adelsberg, Planina, Senoschetsch, Laas, Freinitz                       | ab 29. November 1886 als Nachfolger von Adolf Obreza                                                   |
| Kraigher Alojz          | national               | Städte und Märkte          | Adelsberg, Oberlaibach, Laas                                           | ab 9. August 1887 als Nachfolger von Henrik Dolenc                                                     |
| Kušar Jožef             | national               | Handels- und Gewerbekammer |                                                                        | Mandatsverzicht am 16. Juni 1883, ab 21. August 1888 erneut als Nachfolger von Gustav Thurn-Valsassina |
| Lavrenčič Matej         | national               | Landgemeinden              | Wippach, Idra                                                          | |
| Lichtenberger Leopold   | verfassungstreu        | Großgrundbesitz            |                                                                        | ab 27. August 1884                                                                                     |
| Luckmann Karl           | verfassungstreu        | Großgrundbesitz            |                                                                        | |
| Maurer Gustav           | verfassungstreu        | Großgrundbesitz            |                                                                        | |
| Missia Jakob            |                        | Virilstimme                |                                                                        | ab 26. November 1874                                                                                   |
| Mohar Blaž              | national               | Landgemeinden              | Krainburg, Neumarktl, Bischoflack                                      | |
| Mosché Alfonz           | national               | Städte und Märkte          | Laibach                                                                | |
| Murnik Janez            | national               | Handels- und Gewerbekammer |                                                                        | |
| Obreza Adolf            | national               | Landgemeinden              | Adelsberg, Planina, Senoschetsch, Laas, Freinitz                       | ab 25. August 1884 als Nachfolger von Valentin Zarnik. Am 26. September 1886 verstorben                |
| Pakiž Primož            | national               | Landgemeinden              | Gottschee, Reifnitz, Großlaschitz                                      | |
| Papez Franc             | national               | Landgemeinden              | Treffen, Sittich, Rassenfuß, Littai, Ratschach                         | |
| Pfeifer Viljem          | national               | Landgemeinden              | Rudolfswerth, Landstraß, Gurkfeld                                      | |
| Pogačar Janez Zlatoust  |                        | Virilstimme                |                                                                        | bis zu seinem Tod am 25. November 1874                                                                 |
| Poklukar Josip          | national               | Landgemeinden              | Radmannsdorf, Kronau                                                   | |
| Robič Luka              | national               | Landgemeinden              | Laibach, Oberlaibach                                                   | |
| Rudež Karel             | national               | Landgemeinden              | Gottschee, Reifnitz, Großlaschitz                                      | |
| Samec Maks              | national               | Städte und Märkte          | Neumarktl, Radmannsdorf, Stein                                         | |
| Schneid Josip           | national               | Städte und Märkte          | Idra                                                                   | am 30. September 1884 verstorben                                                                       |
| Schrey Robert           | verfassungstreu        | Großgrundbesitz            |                                                                        | Mandatsverzicht am 29. Oktober 1883                                                                    |
| Schwegel Josef          | verfassungstreu        | Großgrundbesitz            |                                                                        | |
| Stegnar Srečko Feliks   | national               | Städte und Märkte          | Idra                                                                   | ab 26. August 1885 als Nachfolger von Josip Schneid                                                    |
| Strebenec Jurij         | national               | Landgemeinden              | Treffen, Sittich, Rassenfuß, Littai, Ratschach                         | |
| Šuklje Fran             | national               | Städte und Märkte          | Rudolfswerth, Weichselburg, Tschernembl, Möttling, Landstraß, Gurkfeld | |
| Svetec Luka             | national               | Landgemeinden              | Treffen, Sittich, Rassenfuß, Littai, Ratschach                         | |
| Taufferer Benno         | verfassungstreu        | Großgrundbesitz            |                                                                        | |
| Thurn-Valsassina Gustav | national               | Handels- und Gewerbekammer |                                                                        | ab 19. Juni 1883 als Nachfolger von Jožef Kušar, am 23. Juli 1888 verstorben                           |
| Višnikar Franc          | national               | Städte und Märkte          | Gottschee, Reifnitz                                                    | ab 22. November 1887 als Nachfolger von Ernst Faber                                                    |
| Vošnjak Josip           | national               | Landgemeinden              | Adelsberg, Planina, Senoschetsch, Laas, Freinitz                       | |
| Zarnik Valentin         | national               | Landgemeinden              | Adelsberg, Planina, Senoschetsch, Laas, Freinitz                       | Mandatsverzicht am 21. Oktober 1883                                                                    |
| Zois Alfons             | verfassungstreu        | Großgrundbesitz            |                                                                        | am 8. April 1889 verstorben                                                                            |